# José Luis Pérez Tahoces
José Luis Pérez Tahoces (San Esteban de Valdueza, Ponferrada, 17 de juliol de 1926 - Madrid, 18 de juliol de 2007) fou un advocat i polític espanyol, governador civil de Castelló en els darrers anys del franquisme.
Va ser delegat del Frente de Juventudes de Ponferrada entre 1943 i 1946. Estudià dret a la Universitat de Santiago de Compostel·la, on va fundar el setmanari Promesa i fou cap de districte del Sindicato Español Universitario. Un cop llicenciat es va col·legiar a Corunya i Santiago i ingressà en el Cos de Lletrats de l'Organització Sindical. El 1962 va ampliar estudis a la Universitat d'Estudis Socials de Roma. Després fou assessor del Banco Exterior de España i professor de dret a la Universitat de Santiago de Compostel·la, de 1958 a 1961 fou regidor de l'ajuntament de Santiago de Compostel·la, i des del 1964 fou secretari general del Consell Econòmic-Social Sindical de Galícia. Deixà el càrrec quan, per intercessió del seu amic Fernando Herrero Tejedor, fou nomenat governador civil de Castelló el maig de 1974. Durant el seu mandat va intentar oposar-se al transvasament del riu Millars fins a Sagunt.
Va ocupar el càrrec fins a agost de 1976, quan fou nomenat Delegat Nacional de Províncies del Movimiento Nacional i procurador en Corts, càrrec que va ocupar fins a les eleccions generals espanyoles de 1977.
Durant la transició espanyola va participar amb Adolfo Suárez en l'elaboració de la Llei de Reforma Política i a les eleccions generals espanyoles de 1977 fou candidat d'Alianza Popular per la província de Lleó, però no fou escollit.